# Kvalifikace na Mistrovství světa ve fotbale 2006
V kvalifikaci na Mistrovství světa ve fotbale 2006 se národní týmy ze šesti fotbalových konfederací ucházely o 31 postupových míst na závěrečný turnaj, který proběhl v Německu v červnu a červenci 2006. Této kvalifikace se účastnilo 197 zemí.
| Region                                        | Počet místenek na finálovém turnaji pro tento region | Počet účastníků kvalifikace v tomto regionu |
| --------------------------------------------- | ---------------------------------------------------- | ------------------------------------------- |
| Afrika (CAF)                                  | 5                                                    | 51                                          |
| Asie (AFC)                                    | 4,5*                                                 | 39                                          |
| Evropa (UEFA)                                 | 14 (včetně pořadatelského Německa)                   | 51                                          |
| Jižní Amerika (CONMEBOL)                      | 4,5*                                                 | 10                                          |
| Oceánie (OFC)                                 | 0,5*                                                 | 12                                          |
| Severní, Střední Amerika a Karibik (CONCACAF) | 3,5*                                                 | 34                                          |

* Poloviny míst znamenají místa v mezikontinentální baráži.

## Kvalifikační skupiny
Celkem 194 týmů sehrálo alespoň jeden kvalifikační zápas. Celkem jich bylo sehráno 847 a padlo v nich 2464 branek (tj. 2,91 na zápas).
Poprvé v historii neměl účast na závěrečném turnaji jistou obhájce titulu. Brazílie si tudíž svoje místo musela vybojovat v kvalifikaci.

### Afrika (CAF)
(51 týmů bojujících o 5 místenek)
V africké kvalifikaci byly dvě fáze. Nejlepších 9 týmů (5 kvalifikavších se na MS 2002 a 4 nejlepší podle žebříčku FIFA bylo přímo nasazeno do skupinové fáze. Zbylých 42 týmů se účastnilo předkola, kde byli rozlosováni do dvojic a utkali se systémem doma - venku o postup do skupinové fáze. V té bylo 30 týmů rozlosováno do 5 skupin po 6 týmech. Ty se utkaly dvoukolově každý s každým a vítězové skupin postoupili na MS.

### Asie (AFC)
(39 týmů bojujících o 4 nebo 5 místenek - baráž proti týmu ze Severní a Střední Ameriky rozhodla o držiteli páté místenky)
Kvalifikace v této zóně se skládala ze tří fází. Nejhorších 14 týmů podle žebříčku FIFA se účastnilo předkola, kde se celky utkaly systémem doma a venku. Vítězové postoupili do první skupinové fáze, kde se přidali ke 25 nasazeným týmům. Týmy zde byly rozlosovány do osmi skupin po čtyřech. Celky se zde utkaly dvoukolově každý s každým a vítězové všech skupin postoupili do druhé skupinové fáze. Zde bylo 8 týmů rozlosováno do dvou skupin po čtyřech. Ty se zde utkaly opět dvoukolově. První dva týmy z každé skupiny se kvalifikovaly na MS. Reprezentace ze třetích míst se utkali v baráži o páté místo, která se hrála systémem doma a venku. Její vítěz se následně utkal v mezikontinentální baráži se čtvrtým týmem zóny CONCACAF.

### Evropa (UEFA)
(51 týmů bojujících o 13 místenek)
Týmy zde byly rozlosovány do 8 skupin po sedmi a šesti týmech. Vítězové skupin a nejlepší dva týmy na druhých místech postoupili přímo na MS. Zbylých 6 týmů ze druhých míst sehrálo baráž o zbylé tři místenky.

### Jižní Amerika (CONMEBOL)
(10 týmů bojujících o 4 nebo 5 místenek - baráž proti týmu z Oceánie rozhodla o držiteli páté místenky)
Všech deset týmů se v jedné skupině utkalo dvoukolově každý s každým. Nejlepší čtyři celky se kvalifikovaly na mistrovství světa, zatímco pátý tým se utkal s vítězem zóny OFC v mezikontinentální baráži.

### Oceánie (OFC)
(12 týmů bojujících o 0 nebo 1 místenku - baráž proti týmu z Jižní Ameriky rozhodla o držiteli této místenky)
V oceánské kvalifikační zóně byly tři fáze. Nejvýše postavené celky žebříčku FIFA - Austrálie a Nový Zéland byly nasazeny do druhé fáze. V první fází bylo 10 týmů rozlosováno do dvou skupin po 5, kde se utkaly jednokolově na jednom centralizovaném místě. První dva týmy z každé skupiny postoupily. Ve druhé fázi bylo se 6 týmů utkalo jednokolově na centralizovaném místě. První dva týmy postoupily do třetí fáze. V ní se utkaly systémem doma a venku o účast v mezikontinentální baráži proti pátému týmu zóny CONMEBOL.

### Severní, Střední Amerika a Karibik (CONCACAF)
(34 týmů bojujících o 3 nebo 4 místenky - baráž proti týmu z Asie rozhodla o držiteli čtvrté místenky)
V prvním předkole se 20 nejníže nasazených týmů střetlo o postup do druhého předkola. V něm se 24 týmů (10 postupujících a 14 přímo nasazených) utkalo o 12 postupových míst do první skupinové fáze. Dvanáct týmů v bylo v první skupinové fázi rozděleno do tří skupin po čtyřech. První dva týmy z každé skupiny postoupily do druhé skupinové fáze, ve které byla jedna skupina čítající 6 týmů. První tři z této skupiny postoupili na mistrovství světa, čtvrtý celek postoupil do baráže proti pátému celku ze zóny AFC.

## Mezikontinentální baráže

### CONMEBOL vs. OFC
- Pátý celek zóny CONMEBOL ( Uruguay) se utkal s vítězem zóny OFC ( Austrálie).

#### Úvodní zápas
| 12. listopadu 2005 18:00 |          |           |                                                                                  |
| Uruguay                  | 1 – 0    | Austrálie | Estadio Centenario, Montevideo diváci: 55 000 rozhodčí: Claus Bo Larsen (Dánsko) |
| Rodríguez 37'            | (Report) |           | Estadio Centenario, Montevideo diváci: 55 000 rozhodčí: Claus Bo Larsen (Dánsko) |

#### Odveta
| 16. listopadu 2005 |                   |         |                                                                                    |
| Austrálie          | 1 – 0 (po prodl.) | Uruguay | Telstra Stadium, Sydney diváci: 82 698 rozhodčí: Luis Medina Cantalejo (Španělsko) |
| Bresciano 35'      | (Report)          |         | Telstra Stadium, Sydney diváci: 82 698 rozhodčí: Luis Medina Cantalejo (Španělsko) |

|                                   |       | Penaltový rozstřel                   |  |
| Kewell Neill Vidmar Viduka Aloisi | 4 – 2 | Rodríguez Varela Estoyanoff Zalayeta |  |

Celkové skóre dvojzápasu bylo 1:1,  Austrálie vyhrála 4:2 na penalty a postoupila na závěrečný turnaj.

### AFC vs. CONCACAF
- Pátý tým zóny AFC ( Bahrajn) se utkal se čtvrtým celkem zóny CONCACAF ( Trinidad a Tobago).

#### Úvodní zápas
| 12. listopadu 2005 |          |             |                                                                                         |
| Trinidad a Tobago  | 1 – 1    | Bahrajn     | Hasely Crawford Stadium, Port of Spain diváci: 24 991 rozhodčí: Mark Shield (Austrálie) |
| Birchall 76'       | (Report) | Ghuloom 72' | Hasely Crawford Stadium, Port of Spain diváci: 24 991 rozhodčí: Mark Shield (Austrálie) |

#### Odveta
| 16. listopadu 2005 |          |                   |                                                                                |
| Bahrajn            | 0 – 1    | Trinidad a Tobago | Bahrain National Stadium, Riffa diváci: 35 000 rozhodčí: Óscar Ruiz (Kolumbie) |
|                    | (Report) | Lawrence 49'      | Bahrain National Stadium, Riffa diváci: 35 000 rozhodčí: Óscar Ruiz (Kolumbie) |

 Trinidad a Tobago vyhrál celkovým skóre 2:1 a postoupil na závěrečný turnaj.